# Malesia, raccolta
El libro Malesia, raccolta di osservazioni botaniche intorno alle piante dell'arcipelago indo-malese e papuano (Malasia, una colección de observaciones botánicas alrededor de la vegetación de los archipiélagos indo-malayo y papú) o abreviadamente Malesia, raccolta o simplemente Malesia, es una publicación con ilustraciones y descripciones botánicas de la región de Malesia que fue editado por el explorador y botánico italiano Odoardo Beccari. Fue publicado en Italia en tres volúmenes en los años 1877-1890.